# Raghuvaṃśa
Le Raghuvamsha (sanskrit : रघुवंश, IAST : Raghuvaṃśa) est un mahakavya (en) (poème épique) en sanskrit du fameux poète Kalidasa. Long d'environ 1560 vers en 19 sargas (chants), il est consacré à l'histoire de la légendaire dynastie Raghuvaṃśa (en), la famille de Dilîpa (en) et de ses descendants jusqu'à Agnivarna, dont font partie Raghu, Dasharatha et Râma. Le plus ancien commentaire encore existant du Raghuvamsha est celui de l'érudit cashmirien du Xe siècle Vallabhadeva, mais le plus populaire est le Sanjivani de Mallinātha Sūri (en), qui vivait entre 1350 et 1450.